# Výdejní místo
Výdejní místo (též odběrné místo, anglicky parcel shop) je generický termín pro místo, kde je možné odebrat nebo zanechat balíček. Výdejní místo zřizují zejména poštovní a balíkoví přepravci, ale i e-shopy a další prodejci. Jedná se tedy nejčastěji o doručování zásilek mezi firmou (prodejcem) a zákazníkem, tzv. segment B2C (business to client). Výdejním místem je pak nejčastěji provozovna jiného subjektu (kancelář, prodejna, apod.), se kterou má přepravce smluvně dohodnuté podmínky, nebo provozovna k tomu účelu vytvořená. Jde o alternativu k doručení na konkrétní adresu, uložení na poště či uložení v trezoru. 
Různí dopravci pak používají různé názvy (DPD Pickup, dříve DPD ParcelShop), ale i termín samotný (PPL ParcelShop, DHL ParcelShop).